# Rytidosperma tenuius
Rytidosperma tenuius är en gräsart som först beskrevs av Ernst Gottlieb von Steudel, och fick sitt nu gällande namn av O.E.Erikss., A.Hansen och Per Øgle Sunding. Rytidosperma tenuius ingår i släktet kängurugräs (släktet), och familjen gräs. Inga underarter finns listade i Catalogue of Life.